# Most Köhlbrandbrücke
Most Köhlbrandbrücke je most v Hamburgu v Nemčiji, ki od 23. septembra 1974 povezuje otok Wilhelmsburg z zvezno avtocesto 7 (priključek 30 Waltershof). Most premošča 325 m široko reko Köhlbrand, krak Süderelbe (Južne Labe). Most s poševnimi zategami sta projektirala gradbeni inženir Paul Boué in arhitekt Egon Jux.

## Konstrukcija
Celoten premostitveni objekt je skupaj dolg 3618 m in za Hochstraße Elbmarsch drugi najdaljši cestni most v Nemčiji. Sestavljajo ga vzhodni pristopni most, glavni most preko reke in zahodni pristopni most. Vzhodna rampa je 2050 m dolga armiranobetonska in konstrukcija iz prednapetega betona, 520 m je dolg most zasnovan kot most s poševnimi zategami iz jekla in 1048 m dolga zahodna rampa je most narejen iz prednapetega betona.
Glavni razpon ima tri odprtine s 97,5 m, 325 m in 97,5 m razponom. Konstrukcija ima pahljačast sistem 88 jeklenic (do 10 cm debelih), nameščene na eni strani na konzole na zunanji strani nosilcev in na drugi strani, pritrjene na pilona. Zgornji ustroj (voziščna konstrukcija) je sestavljena iz 3,52 m visokih jeklenih škatel z 17,2 m široko voziščno ploščo. Pilona stojita na 37 m visokih armiranobetonskih stebrih in dosežeta višino 135 m nad srednjo plimo. Svetla višina glavne odprtine je 53 m nad povprečno plimsko vodo, zaradi česar je (od leta 2015) ovira le za nekaj ladij.
Vzhodna rampa v Neuhofu je sestavljena iz treh delov. Prvi del razvejane površine ceste je sestavljen iz 153,5 m dolge armirano betonske plošče. Sledi ukrivljeni betonski most z dvanajstimi stebri, ločeni z ekspanzijskimi spoji s širinami 3 × 35 m - 36,5 m - 2 × 36 m - 36,4 m - 29,5 m - 30 m - 25,6 m - 26,5 m - 30 m. Prečni presek je sestavljen iz dveh votlih škatel z višino 2,0 m in je brezhibno priključen na sedem-polni most na izhodni cesti Breslauer. V nadaljnjem poteku je vzhodna glavna rampa sestavljena iz dvocelične, tristopenjske votle škatle s standardno konstrukcijsko višino 3,0 m in širino vozišča 17,6 m. Ta del ima 30 polj, dva neprekinjena nosilca kot gradbeni sistem v vzdolžni smeri in se razteza 35 m - 27 × 50 m - 55 m - 60 m. Najvišji naklon je 4%.
Zahodna rampa na Waltershofu je v S krivini, s polmerom do 175 m in ima 19 polj. Razpon nosilnega mostu je 8 × 70 m - 60 m - 2 × 50 m - 7 × 42 m - 34 m. Prerez prednapetega betonskega mosta je enocelična votla škatla z nagnjenimi stenami in 3,55 m visoka.
Otvoritev je 20. septembra 1974 vodil tedanji zvezni predsednik Walter Scheel. Potem je prebivalstvo imelo priložnost, da si most tri dni ogleduje. Več kot 600.000 Hamburžanov je izkoristilo to priložnost. Mesto je skovalo 100.000 spominskih medalj, ki so bile zelo hitro razprodane.
S svojo višino Köhlbrandbrücke velja za simbol mesta Hamburg. Leta 1975 je za jekleno konstrukcijo mostu s poševnimi zategami gradbeni inženir Paul Boué dobil v Torremolinosu (Španija) evropsko oblikovalsko nagrado za jeklo (EKS|CECM|ECCS), arhitekturno svetovanje je delo Egona Juxa. Prednapeta betonska dela je načrtoval in vodil gradbeni inženir Hans Wittfoht kot vodja konzorcija.
Na začetku so občasno na mostu opazili velike vibracije vrvi, ko sta nastopila skupaj veter in dež. Te so preprečili z naknadnim sestavljanjem dušilnikov vibracij. Zaradi poškodb zaradi korozije in zlomov žice so bile vse vrvi zamenjane od leta 1978 do 1979. Marca 2014 se je začela celovita prenova mostu, ki je bila zaključena v letu 2016 za 61 milijonov EUR.

## Promet
Most ima štiri prometne pasove in ga je leta 2013 uporabljalo povprečno 37.000 vozil na delovni dan, od tega približno 36 odstotkov težkega prometa . Predvsem se prevaža blago namenjeno v območje terminalov v pristanišču (kontejnerski terminal ALTENWERDER in Automobilverladeanlagen na Rethe).
Za pešce, kolesarje in mopede je most zaprt. Pešci so lahko most uporabljali le dvakrat od njegove izgradnje: ob odprtju in za 25. rojstni dan (1999). Od leta 2011, lahko pešci 3. oktobra na Köhlbrandbrückenlaufs  uživajo v pogledu na pristanišče in mesto. Kolesarji ga uporabljajo lahko vsako leto kot udeleženci dirke Hamburg Cyclassics ali na dan brez avtomobila. Kölbrandbrücke je enkrat na leto zaprt med novoletnim ognjemetom.
Köhlbrandbrücke služi predvsem prometu v pristanišču med vzhodno stranjo pristanišča in zvezno cesto št. 1 in zahodnim pristaniščem in A 7. Ker most sam po sebi ni cilj ni najti skozi Hamburg nikjer označen.

## Svetla višina
Svetla višina mostu je 55,3 m nas najnižjo možno ravnijo vode, višina za ladje je 51 m pri srednje visokih voda.
Upravljanje velikih kontejnerskih ladij in ladij za prevoz razsutega tovora mora upoštevati plimovanje Köhlbranda ob prihodu in odhodu. Istočasno mora biti nivo Labe in višina ladje vključena v izračun, da se zagotovi zadostna varnostna razdalja do mostnega krova. Navedeni dejavniki vplivajo na nakladanje in razkladanje ladje. Večina velikih kontejnerskih ladij zato vozi pri nizki vodi ko vozijo pod Köhlbrandbrücke. Čas varnega prehoda natančno izračunajo kapitan, upravljavec pristanišča Hamburg in pristaniški pilot. Pogosto je potrebno, na primer, zložiti visok radarski stolp. 
Velike kontejnerske ladje, kot so Alexander von Humboldt z manj kot 400 metri (skupna dolžina), zaradi svoje višine (v tem primeru 69,5 m HüA) ne morejo na kontejnerski terminal ALTENWERDER, celo pri najnižjem nivoju vode, ker ne gredo pod most. Raztovoriti jo morajo na drugem kontejnerskem terminalu.

## Nesreče
20. februarja 1998 je nizozemski plavajoči žerjav Rotterdam poškodoval most. Robu žerjava je prišel do jeklenega nosilca mostu, ker je posadka plavajočega žerjava napačno ocenila višino višine. Škoda je bila popravljena ob več tedenskem zaprtju mostu. 

## Planirana novogradnja
Junija 2012 je prvi župan Olaf Scholz napovedal, da je Köhlbrandbrücke treba porušiti in ga nadomestiti z novim.  V začetku januarja 2017 je pristaniška uprava Hamburg sporočila, da je začela načrtovati nov most. Pridobiti mora najmanj 73,5 metrov svetle višine in biti na voljo od leta 2030.
Po poročilu Hamburger Abendblatts aprila 2018  in drugih  bi most lahko po alternativnih načrtih nadomestil dvonadstropni predor. Čeprav bi bil predor dražji kot novi most, bi bili stroški vzdrževanja na dolgi rok znatno nižji. Z odstranitvijo mosta bi lahko pristopale ladje vseh velikosti do kontejnerskega pristanišča Altenwerder pri kateri koli ravni vode. Rezultati podrobnejših preiskav se pričakujejo do konca leta 2018.